# Mary Fleming
Mary Fleming, född 1542, död efter 1581, var en skotsk hovfunktionär. Hon var hovdam till Skottlands drottning Maria Stuart och är känd i historien som en av de "Fyra Mariorna".  
Hon var dotter till Malcolm Fleming, 3rd Lord Fleming, och Lady Janet Stewart. Hennes mor var utomäktenskaplig halvsyster till kung Jacob V av Skottland och guvernant till sin kusin, drottning Maria Stuart. 
Hon var en av de fyra adliga flickor som valdes ut från prominenta skotska familjer av Maria av Guise till sällskap och hovdamer åt den sexåriga Maria Stuart, då denna sändes till Frankrike i augusti 1548. Dessa fyra adelsflickor var: Mary Beaton, Mary Seton, Mary Fleming och Mary Livingston. Då de alla (liksom för övrigt Maria Stuart själv) hette Mary, kallades de populärt för The Four Marys ("De fyra Mariorna"), och är kända som sådana i historien. Efter ankomsten till Frankrike skildes dock Maria Stuart från hela sin skotska uppvaktning (med undantag från sin guvernant och sin barnsköterska) för att bättre lära sig tala franska, och de fyra mariorna skickades för att uppfostras hos dominikanernunnorna i Poissy under överinseende av François de Vieuxpont. 
Hennes mor, som hade följt med till Frankrike, fick år 1551 ett barn med Henrik II av Frankrike och återvände sedan till Skottland. 
Hon återvände liksom de andra Mariorna till Skottland tillsammans med Maria Stuart år 1561. Fleming hade en nära relation till Maria Stuart. När en inkräktare upptäcktes i drottningens sängkammare, noterades det att det var Fleming som tröstade Maria Stuart och sedan blev hennes sängkamrat.   
Mary Fleming gifte sig år 1567 med Maria Stuarts sekreterare William Maitland of Lethington, efter en tre år lång uppvaktning. En son föddes år 1568. Äktenskapet ska ha varit olyckligt, och Fleming påstås ha haft planer på att förgifta maken. 
Hon och hennes make var bland Maria Stuarts anhängare på Edinburgh Castle då det belägrades av engelska armén och den skotske regenten Morton under det marianska inbördeskriget 1570-73. Vid borgens fall konfiskerades hennes juveler och hennes make, som då var invalidiserad, fängslades för förräderi. Maken avled i fängelset 1573 i väntan på rättegång. Fleming ansökte då hos drottning Elisabet I av England via hennes rådgivare Cecil om att få makens lik utlämnad till henne för begravning snarare än för att avrättades offentligt. 
Hennes makes egendom konfiskerades och hon fick inte tillgång till den förrän 1581. Samma år ansökte Maria Stuart om tillstånd för Fleming att besöka henne i fängelset i England. Ansökan bifölls av Elisabet I, men det är okänt om Fleming utnyttjade tillståndet. Det är omdebatterat om hon gifte om sig och hennes senare liv är okänt. Hennes sista dokumenterade brev är från 1581.   